# San Fernando (Tamaulipas)
San Fernando é uma cidade e município localizado no estado de Tamaulipas no México.